# Noueilles
Noueilles est une commune française située dans l'est du département de la Haute-Garonne en région Occitanie. Noueilles fait partie de la Communauté d'agglomération Sicoval.
Sur le plan historique et culturel, la commune est dans le Lauragais, l'ancien « Pays de Cocagne », lié à la fois à la culture du pastel et à l’abondance des productions, et de « grenier à blé du Languedoc ». Exposée à un climat océanique altéré, elle est drainée par la Hyse, le Rieutort et par divers autres petits cours d'eau.
Noueilles est une commune rurale qui compte 389 habitants en 2022, après avoir connu une forte hausse de la population depuis 1968. Elle fait partie de l'aire d'attraction de Toulouse. Ses habitants sont appelés les Noueillois ou  Noueilloises.

## Géographie

### Localisation
La commune de Noueilles se trouve dans le département de la Haute-Garonne, en région Occitanie.
Elle se situe à 22 km à vol d'oiseau de Toulouse, préfecture du département, et à 12 km d'Escalquens, bureau centralisateur du canton d'Escalquens dont dépend la commune depuis 2015 pour les élections départementales.
La commune fait en outre partie du bassin de vie de Venerque.
Les communes les plus proches sont : 
Issus (1,5 km), Pouze (2,1 km), Auragne (3,1 km), Saint-Léon (3,6 km), Belbèze-de-Lauragais (4,0 km), Labruyère-Dorsa (4,3 km), Montbrun-Lauragais (4,6 km), Espanès (4,9 km).
Sur le plan historique et culturel, Noueilles fait partie du pays toulousain, une ceinture de plaines fertiles entrecoupées de bosquets d'arbres, aux molles collines semées de fermes en briques roses, inéluctablement grignotée par l'urbanisme des banlieues.
Noueilles est limitrophe de quatre autres communes.
Les communes limitrophes sont  Auragne, Issus, Pouze et Saint-Léon.
|       | Pouze     |            |
| Issus | Noueilles | Saint-Léon |
|       | Auragne   |            |

### Géologie et relief
La superficie de la commune est de 551 hectares ; son altitude varie de 185  à   266 mètres.

### Hydrographie

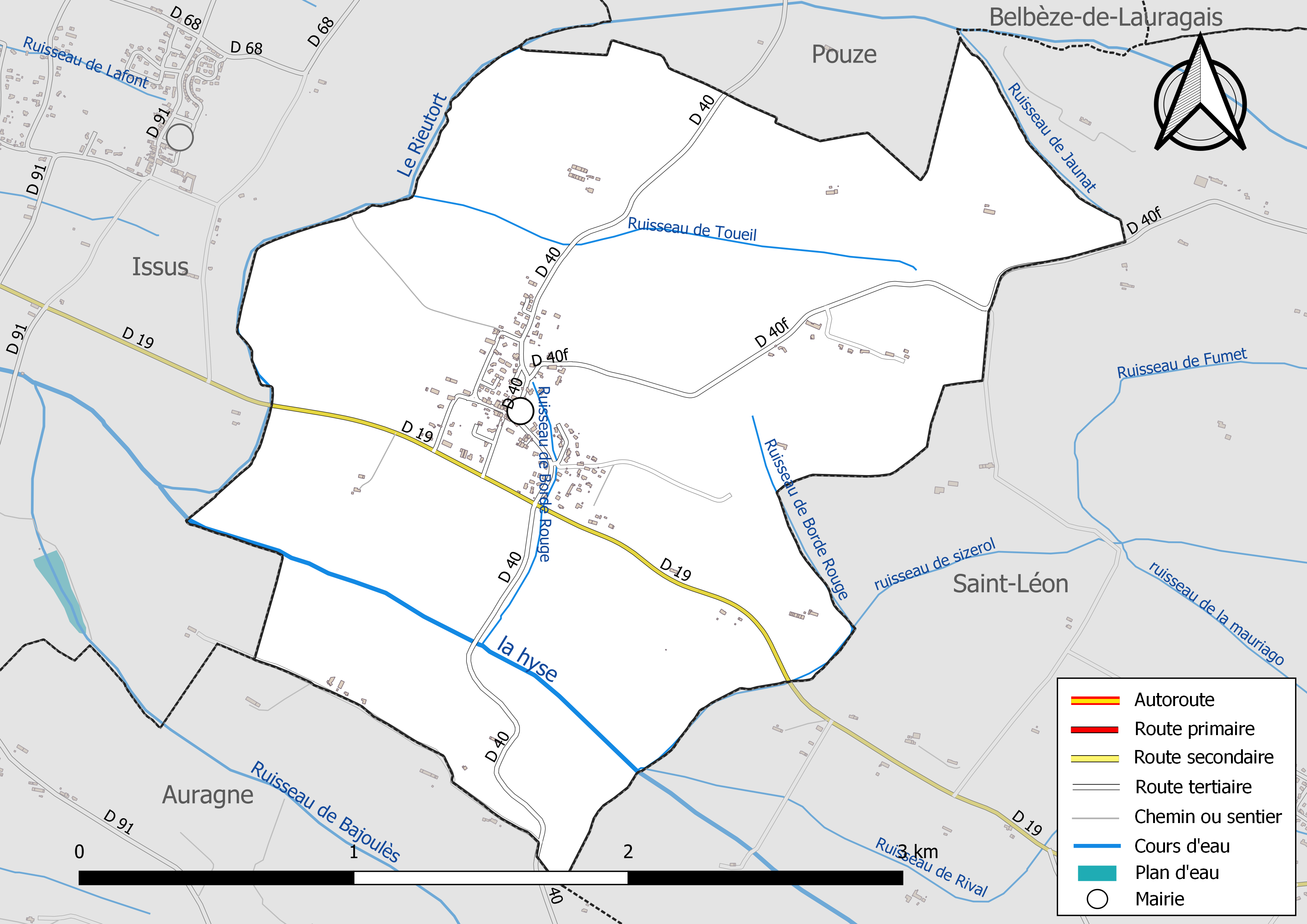
Réseaux hydrographique et routier de Noueilles.

La commune est dans le bassin de la Garonne, au sein du bassin hydrographique Adour-Garonne. Elle est drainée par la Hyse, le Rieutort, le ruisseau de Borde Rouge, le ruisseau de Borde Rouge, le ruisseau de Rival, le ruisseau de sizerol et le ruisseau de Toueil, constituant un réseau hydrographique de 6 km de longueur totale,.
La Hyse, d'une longueur totale de 29,3 km, prend sa source dans la commune de Gibel et s'écoule du sud-est vers le nord-ouest. Elle traverse la commune et se jette dans l'Ariège à Venerque, après avoir traversé 10 communes.

### Climat
Pour des articles plus généraux, voir Climat de l'Occitanie et Climat de la Haute-Garonne.
En 2010, le climat de la commune est de type climat du Bassin du Sud-Ouest, selon une étude s'appuyant sur une série de données couvrant la période 1971-2000. En 2020, Météo-France publie une typologie des climats de la France métropolitaine dans laquelle la commune est exposée à un climat océanique altéré et est dans la région climatique Aquitaine, Gascogne, caractérisée par une pluviométrie abondante au printemps, modérée en automne, un faible ensoleillement au printemps, un été chaud (19,5 °C), des vents faibles, des brouillards fréquents en automne et en hiver et des orages fréquents en été (15 à 20 jours).
Pour la période 1971-2000, la température annuelle moyenne est de 13,1 °C, avec une amplitude thermique annuelle de 15,6 °C. Le cumul annuel moyen de précipitations est de 760 mm, avec 9,7 jours de précipitations en janvier et 5,7 jours en juillet. Pour la période 1991-2020, la température moyenne annuelle observée sur la station météorologique la plus proche, située sur la commune de Cugnaux à 20 km à vol d'oiseau, est de 14,3 °C et le cumul annuel moyen de précipitations est de 635,7 mm,. Pour l'avenir, les paramètres climatiques de la commune estimés pour 2050 selon différents scénarios d’émission de gaz à effet de serre sont consultables sur un site dédié publié par Météo-France en novembre 2022.

### Milieux naturels et biodiversité
Aucun espace naturel présentant un intérêt patrimonial n'est recensé sur la commune dans l'inventaire national du patrimoine naturel,,.

## Urbanisme

### Typologie
Au 1er janvier 2024, Noueilles est catégorisée commune rurale à habitat dispersé, selon la nouvelle grille communale de densité à sept niveaux définie par l'Insee en 2022.
Elle est située hors unité urbaine. Par ailleurs la commune fait partie de l'aire d'attraction de Toulouse, dont elle est une commune de la couronne,. Cette aire, qui regroupe 527 communes, est catégorisée dans les aires de 700 000 habitants ou plus (hors Paris),.

### Occupation des sols
L'occupation des sols de la commune, telle qu'elle ressort de la base de données européenne d’occupation biophysique des sols Corine Land Cover (CLC), est marquée par l'importance des territoires agricoles (71,8 % en 2018), en diminution par rapport à 1990 (96,3 %). La répartition détaillée en 2018 est la suivante : 
terres arables (71,8 %), forêts (22,4 %), zones urbanisées (5,9 %). L'évolution de l’occupation des sols de la commune et de ses infrastructures peut être observée sur les différentes représentations cartographiques du territoire : la carte de Cassini (XVIIIe siècle), la carte d'état-major (1820-1866) et les cartes ou photos aériennes de l'IGN pour la période actuelle (1950 à aujourd'hui).

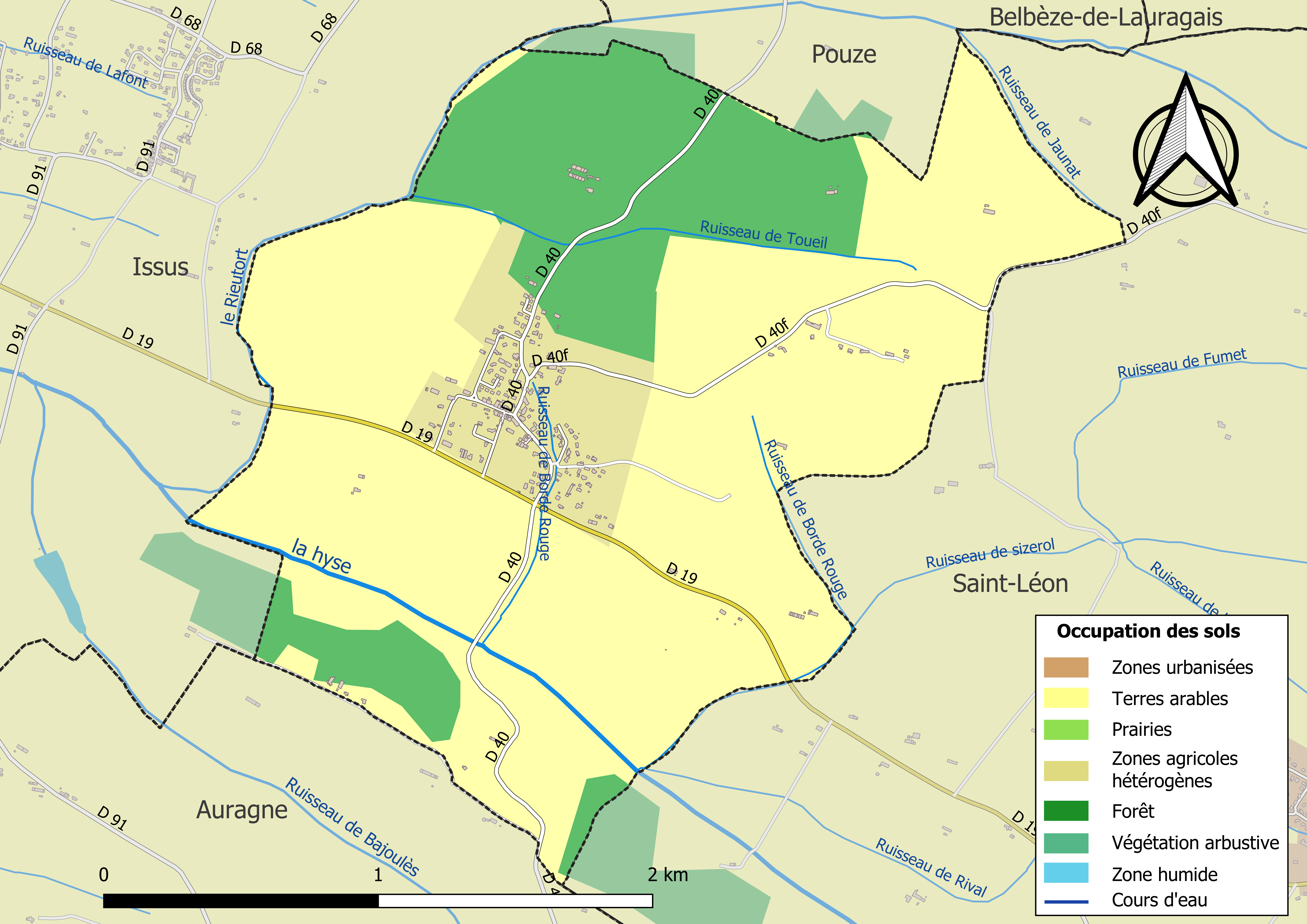
Carte des infrastructures et de l'occupation des sols de la commune en 2018 (CLC).

### Risques majeurs
Le territoire de la commune de Noueilles est vulnérable à différents aléas naturels : météorologiques (tempête, orage, neige, grand froid, canicule ou sécheresse), inondations et séisme (sismicité très faible). Un site publié par le BRGM permet d'évaluer simplement et rapidement les risques d'un bien localisé soit par son adresse soit par le numéro de sa parcelle.
Certaines parties du territoire communal sont susceptibles d’être affectées par le risque d’inondation par débordement de cours d'eau, notamment la Hyse. La commune a été reconnue en état de catastrophe naturelle au titre des dommages causés par les inondations et coulées de boue survenues en 1982, 1998, 1999 et 2009,.

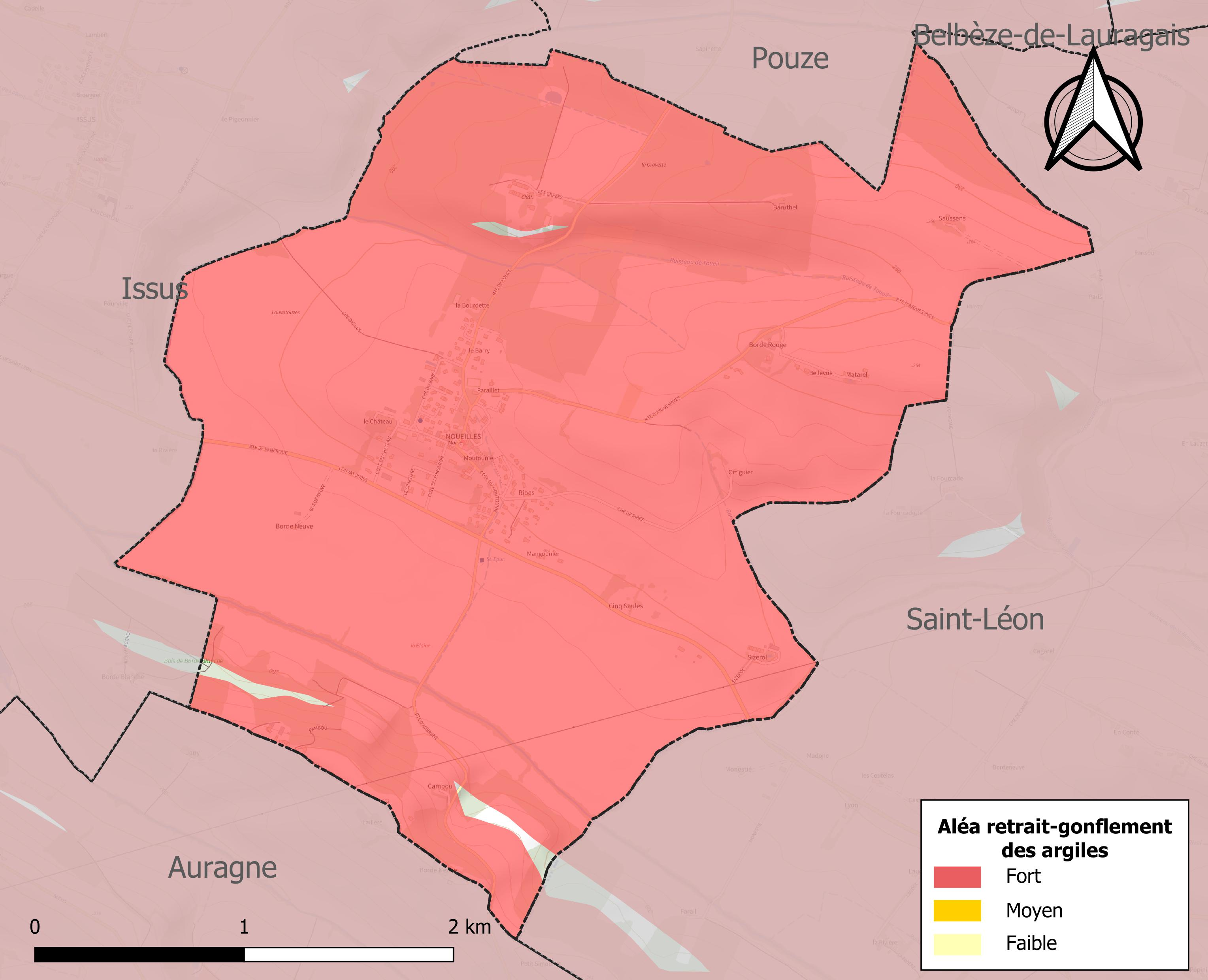
Carte des zones d'aléa retrait-gonflement des sols argileux de Noueilles.

Le retrait-gonflement des sols argileux est susceptible d'engendrer des dommages importants aux bâtiments en cas d’alternance de périodes de sécheresse et de pluie. 99,2 % de la superficie communale est en aléa moyen ou fort (88,8 % au niveau départemental et 48,5 % au niveau national). Sur les 157 bâtiments dénombrés sur la commune en 2019, 157 sont en aléa moyen ou fort, soit 100 %, à comparer aux 98 % au niveau départemental et 54 % au niveau national. Une cartographie de l'exposition du territoire national au retrait gonflement des sols argileux est disponible sur le site du BRGM,.
Par ailleurs, afin de mieux appréhender le risque d’affaissement de terrain, l'inventaire national des cavités souterraines permet de localiser celles situées sur la commune.
Concernant les mouvements de terrains, la commune a été reconnue en état de catastrophe naturelle au titre des dommages causés par la sécheresse en 1989, 2003 et 2016 et par des mouvements de terrain en 1999.

## Histoire
Sous l'Ancien Régime, le comte de Polastron était le seigneur de Noueilles, Grépiac et Venerque. Le château était à Noueilles.

## Politique et administration

### Administration municipale
Le nombre d'habitants au recensement de 2017 étant compris entre 100 habitants et 499 habitants, le nombre de membres du conseil municipal pour l'élection de 2020 est de onze,.

### Rattachements administratifs et électoraux
Commune faisant partie de la dixième circonscription de la Haute-Garonne, du Sicoval et du canton d'Escalquens (avant le redécoupage départemental de 2014, Noueilles faisait partie de l'ex-canton de Montgiscard).

### Liste des maires
| Période      | Période                | Identité         | Étiquette | Qualité    |
| ------------ | ---------------------- | ---------------- | --------- | ---------- |
| 1996         | 2001                   | Danielle Delmas  |           |            |
| mars 2001    | 2008                   | Henri Chalandon  |           |            |
| mars 2008    | 2014                   | Jean-Luc Carol   |           |            |
| mars 2014    | mai 2020               | Sylvère Vié      | SE        | Cadre      |
| mai 2020     | avril 2021 (démission) | Hugues Maréchal  |           | Retraité   |
| mai 2021     | octobre 2024           | Marie-José Savès |           | Médecin    |
| octobre 2024 | En cours               | Yannick Matter   |           | Ingénieur, |

## Population et société

### Démographie

#### Évolution démographique
L'évolution du nombre d'habitants est connue à travers les recensements de la population effectués dans la commune depuis 1793. Pour les communes de moins de 10 000 habitants, une enquête de recensement portant sur toute la population est réalisée tous les cinq ans, les populations de référence des années intermédiaires étant quant à elles estimées par interpolation ou extrapolation. Pour la commune, le premier recensement exhaustif entrant dans le cadre du nouveau dispositif a été réalisé en 2005.

En 2022, la commune comptait 389 habitants, en évolution de −3,71 % par rapport à 2016 (Haute-Garonne : +8,02 %, France hors Mayotte : +2,11 %).
| 1793 | 1800 | 1806 | 1821 | 1831 | 1836 | 1841 | 1846 | 1851 |
| ---- | ---- | ---- | ---- | ---- | ---- | ---- | ---- | ---- |
| 211  | 230  | 249  | 283  | 309  | 318  | 301  | 298  | 286  |

| 1856 | 1861 | 1866 | 1872 | 1876 | 1881 | 1886 | 1891 | 1896 |
| ---- | ---- | ---- | ---- | ---- | ---- | ---- | ---- | ---- |
| 270  | 278  | 269  | 259  | 262  | 249  | 253  | 233  | 254  |

| 1901 | 1906 | 1911 | 1921 | 1926 | 1931 | 1936 | 1946 | 1954 |
| ---- | ---- | ---- | ---- | ---- | ---- | ---- | ---- | ---- |
| 231  | 226  | 201  | 180  | 172  | 184  | 193  | 178  | 167  |

| 1962 | 1968 | 1975 | 1982 | 1990 | 1999 | 2005 | 2006 | 2010 |
| ---- | ---- | ---- | ---- | ---- | ---- | ---- | ---- | ---- |
| 127  | 108  | 131  | 129  | 168  | 234  | 291  | 297  | 335  |

| 2015 | 2020 | 2022 | - | - | - | - | - | - |
| ---- | ---- | ---- | - | - | - | - | - | - |
| 396  | 389  | 389  | - | - | - | - | - | - |

#### Pyramide des âges
La population de la commune est relativement jeune.
En 2018, le taux de personnes d'un âge inférieur à 30 ans s'élève à 35,8 %, soit en dessous de la moyenne départementale (38,8 %). À l'inverse, le taux de personnes d'âge supérieur à 60 ans est de 17,8 % la même année, alors qu'il est de 21,7 % au niveau départemental.
En 2018, la commune comptait 208 hommes pour 189 femmes, soit un taux de 52,39 % d'hommes, largement supérieur au taux départemental (48,73 %).
Les pyramides des âges de la commune et du département s'établissent comme suit.
| Hommes | Classe d’âge | Femmes |
| ------ | ------------ | ------ |
| 1,5    | 90 ou +      | 1,1    |
| 1,5    | 75-89 ans    | 3,8    |
| 14,7   | 60-74 ans    | 13,0   |
| 24,5   | 45-59 ans    | 23,8   |
| 20,6   | 30-44 ans    | 24,3   |
| 16,2   | 15-29 ans    | 13,0   |
| 21,1   | 0-14 ans     | 21,1   |

| Hommes | Classe d’âge | Femmes |
| ------ | ------------ | ------ |
| 0,7    | 90 ou +      | 1,6    |
| 5,8    | 75-89 ans    | 7,9    |
| 13,5   | 60-74 ans    | 14,7   |
| 19,3   | 45-59 ans    | 18,8   |
| 20,8   | 30-44 ans    | 19,9   |
| 22     | 15-29 ans    | 20,7   |
| 17,9   | 0-14 ans     | 16,4   |

### Enseignement
Noueilles fait partie de l'académie de Toulouse.
Elle fait partie un regroupement pédagogique intercommunal avec la commune d'Issus, la commune possède une école primaire.

### Culture et festivité

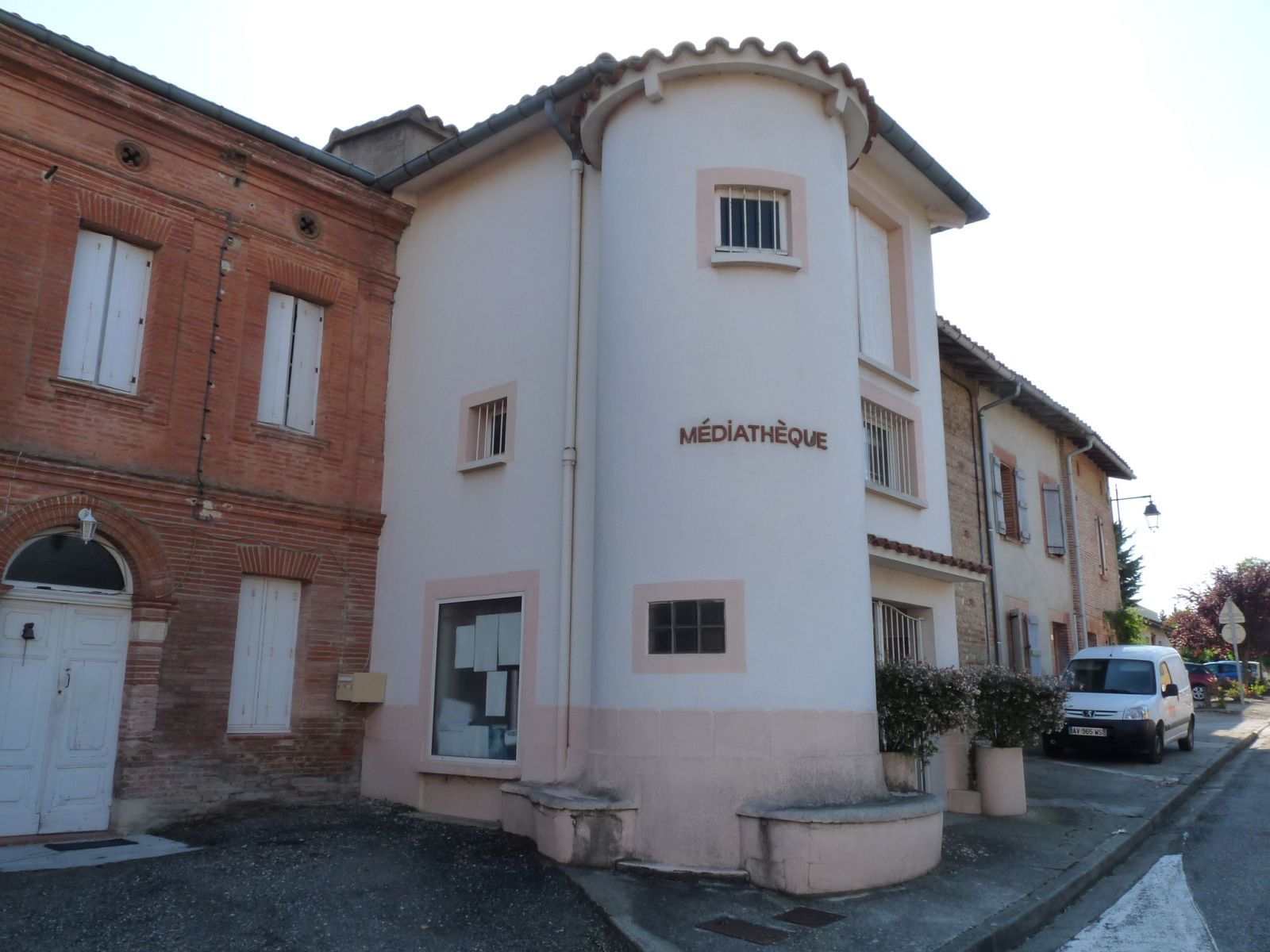
La médiathèque.

Fête locale, médiathèque,

### Activités sportives
Tennis de table, chasse, pétanque, randonnée pédestre,

### Écologie et recyclage
En 2010, la commune de Noueilles a été récompensée par le label « Ville Internet @@ »,.

## Économie

### Revenus
En 2018  (données Insee publiées en septembre 2021), la commune compte 144 ménages fiscaux, regroupant 395 personnes. La médiane du revenu disponible par unité de consommation est de 25 520 € (23 140 € dans le département).

### Emploi
|                | 2008  | 2013  | 2018  |
| -------------- | ----- | ----- | ----- |
| Commune        | 4 %   | 6,3 % | 5 %   |
| Département    | 7,7 % | 9,6 % | 9,3 % |
| France entière | 8,3 % | 10 %  | 10 %  |

En 2018, la population âgée de 15 à 64 ans s'élève à 263 personnes, parmi lesquelles on compte 82,2 % d'actifs (77,1 % ayant un emploi et 5 % de chômeurs) et 17,8 % d'inactifs,. Depuis 2008, le taux de chômage communal (au sens du recensement) des 15-64 ans est inférieur à celui de la France et du département.
La commune fait partie de la couronne de l'aire d'attraction de Toulouse, du fait qu'au moins 15 % des actifs travaillent dans le pôle,. Elle compte 29 emplois en 2018, contre 41 en 2013 et 26 en 2008. Le nombre d'actifs ayant un emploi résidant dans la commune est de 213, soit un indicateur de concentration d'emploi de 13,4 % et un taux d'activité parmi les 15 ans ou plus de 72,3 %.
Sur ces 213 actifs de 15 ans ou plus ayant un emploi, 18 travaillent dans la commune, soit 9 % des habitants. Pour se rendre au travail, 92,8 % des habitants utilisent un véhicule personnel ou de fonction à quatre roues, 2,4 % les transports en commun, 2,9 % s'y rendent en deux-roues, à vélo ou à pied et 1,9 % n'ont pas besoin de transport (travail au domicile).

### Activités hors agriculture
21 établissements sont implantés  à Noueilles au 31 décembre 2019. Le tableau ci-dessous en détaille le nombre par secteur d'activité et compare les ratios avec ceux du département,.
Le secteur de la construction est prépondérant sur la commune puisqu'il représente 38,1 % du nombre total d'établissements de la commune (8 sur les 21 entreprises implantées  à Noueilles), contre 12 % au niveau départemental.

### Agriculture
|               | 1988 | 2000 | 2010 | 2020 |
| ------------- | ---- | ---- | ---- | ---- |
| Exploitations | 10   | 6    | 3    | 4    |
| SAU (ha)      | 330  | 223  | 155  | 320  |

La commune est dans le Lauragais, une petite région agricole occupant le nord-est du département de la Haute-Garonne, dont les coteaux portent des grandes cultures en sec avec une dominante blé dur et tournesol. En 2020, l'orientation technico-économique de l'agriculture  sur la commune est la culture de céréales et/ou d'oléoprotéagineuses. Quatre exploitations agricoles ayant leur siège dans la commune sont dénombrées lors du recensement agricole de 2020 (dix en 1988). La superficie agricole utilisée est de 320 ha,,.

## Culture locale et patrimoine

### Lieux et monuments

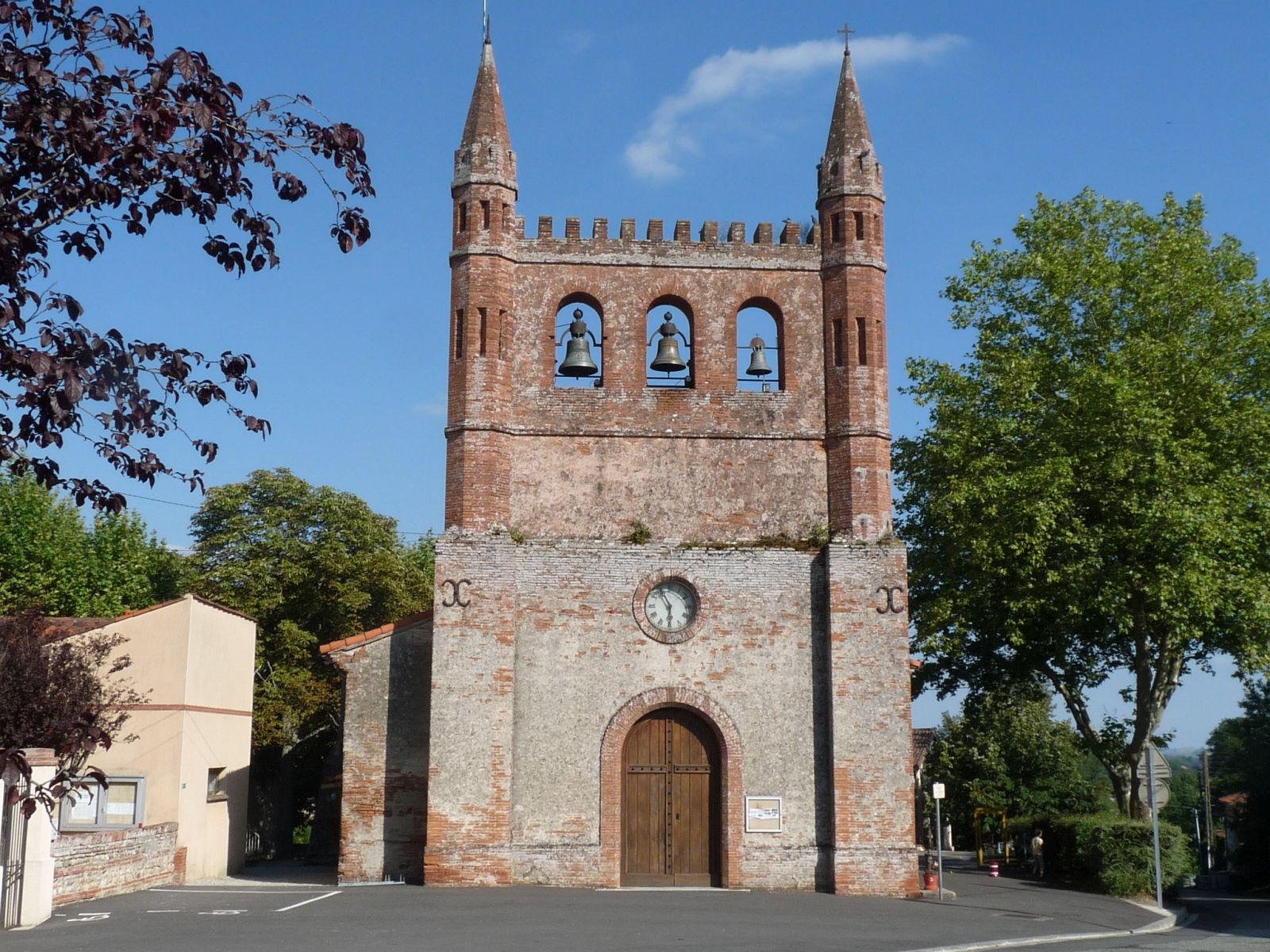
L'église Saint-Pierre

- Église paroissiale Saint-Pierre à campenard.

### Personnalités liées à la commune
- Famille de Polastron

## Pour approfondir